# Sundasciurus hoogstraali
Sundasciurus hoogstraali är en däggdjursart som först beskrevs av Sanborn 1952.  Sundasciurus hoogstraali ingår i släktet sundaekorrar, och familjen ekorrar. IUCN kategoriserar arten globalt som livskraftig. Inga underarter finns listade i Catalogue of Life.
Denna ekorre blir med svans 395 till 425 mm lång och svanslängden är 182 till 205 mm. Sundasciurus hoogstraali har 46 till 48 mm långa bakfötter och 18 till 20 mm stora öron. På ovansidan förekommer bruna hår med ljusbruna spetsar och undersidans päls är helt ljusbrun. Vid framtassarna förekommer en mycket kort tumme med en nagel och fyra fingrar med långa klor. Svansen är lång och yvig. I varje käkhalva finns en framtand.
Arten är bara känd från öarna Busuanga och Calauit som tillhör Filippinerna. Den lever där i skogar i låglandet och besöker ofta trädgårdar.
Individerna är dagaktiva. De går på marken och klättrar i växtligheten.